# Dynamine sara
Dynamine sara är en fjärilsart som beskrevs av Bates 1865. Dynamine sara ingår i släktet Dynamine och familjen praktfjärilar. Inga underarter finns listade i Catalogue of Life.